# Obergrünbach (Gemeinde Karlstein)
Obergrünbach ist eine Ortschaft und eine Katastralgemeinde der Marktgemeinde Karlstein an der Thaya im Bezirk Waidhofen an der Thaya in Niederösterreich mit 131 Einwohnern (Stand 1. Jänner 2025). Bis Ende 1970 war Obergrünbach eine eigenständige Gemeinde.

## Geografie
Das östlich von Karlstein und links der Thaya liegende Dorf ist über die Landesstraße L30 erreichbar, von der die L8067 abzweigt und durch den Ort führt. Zur Ortschaft zählt auch die an der Thaya gelegene Riedmühle, die bis 2024 als Gasthaus geführt wurde und seit 2024 das Elektro- Energiemuseum Riedmühle beherbergt. Am 1. April 2020 umfasste die Ortschaft 66 Adressen.

## Geschichte
Im Jahr 1822 wurde der Ort als Dorf mit 55 Häusern genannt, das über eine Pfarre und eine Schule verfügte. Die Herrschaft Weinern besaß die Ortsobrigkeit, übte die Landgerichtsbarkeit aus und besorgte die Konskription. Die Untertanen und Grundholde des Ortes gehörten den Herrschaften Weinern, Karlstein und Waidhofen, sowie den Pfarren Grünbach und Raabs.
Laut Adressbuch von Österreich waren im Jahr 1938 in der Ortsgemeinde Obergrünbach ein Bäcker, zwei Bienenzüchter, ein Fleischer, zwei Gastwirte, zwei Gemischtwarenhändler, ein Schmied, zwei Schneider und zwei Schneiderinnen, ein Schuster, eine Sparkasse, ein Trafikant, ein Uhrmacher, drei Viehhändler und mehrere Landwirte ansässig.
Im Zuge der Niederösterreichischen Kommunalstrukturverbesserung löste sich die damalige Ortsgemeinde Obergrünbach auf und trat per 1. Jänner 1971 der Marktgemeinde Karlstein an der Thaya bei.

## Siedlungsentwicklung
Zum Jahreswechsel 1979/1980 befanden sich in der Katastralgemeinde Obergrünbach insgesamt 83 Bauflächen mit 50.352 m² und 112 Gärten auf 67.896 m², 1989/1990 gab es 84 Bauflächen. 1999/2000 war die Zahl der Bauflächen auf 191 angewachsen und 2009/2010 bestanden 105 Gebäude auf 188 Bauflächen.

## Bodennutzung
Die Katastralgemeinde ist landwirtschaftlich geprägt. 529 Hektar wurden zum Jahreswechsel 1979/1980 landwirtschaftlich genutzt und 138 Hektar waren forstwirtschaftlich geführte Waldflächen. 1999/2000 wurde auf 532 Hektar Landwirtschaft betrieben und 141 Hektar waren als forstwirtschaftlich genutzte Flächen ausgewiesen. Ende 2018 waren 529 Hektar als landwirtschaftliche Flächen genutzt und Forstwirtschaft wurde auf 133 Hektar betrieben. Die durchschnittliche Bodenklimazahl von Obergrünbach beträgt 39,3 (Stand 2010).

## Kultur und Sehenswürdigkeiten
- Katholische Pfarrkirche Obergrünbach hl. Vitus